# Liste der Hochhäuser in Winnipeg

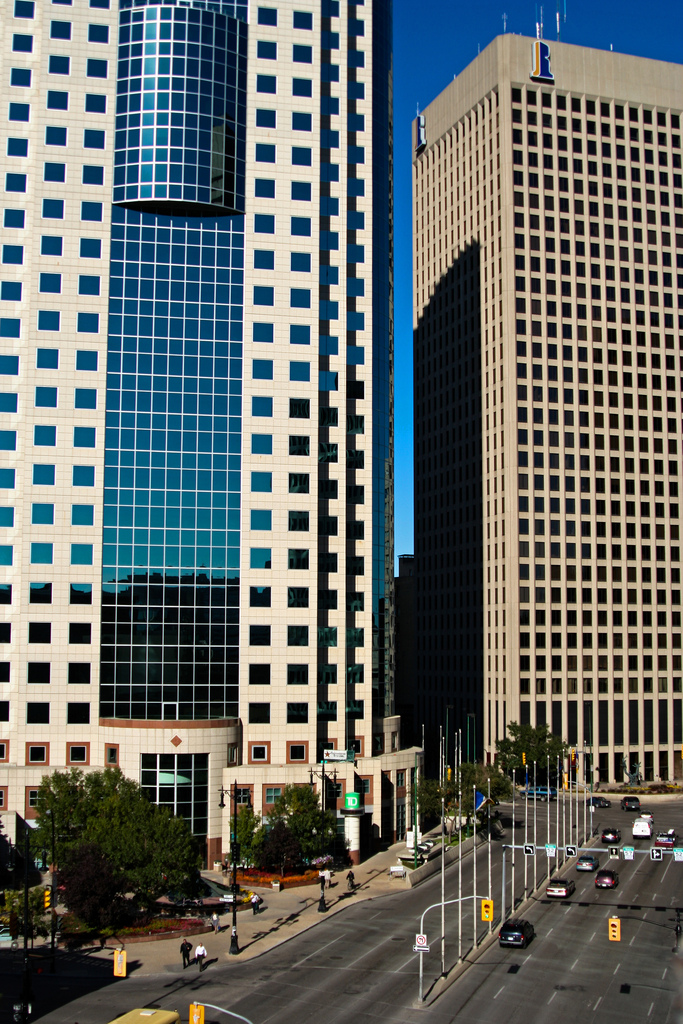
Portage and Main

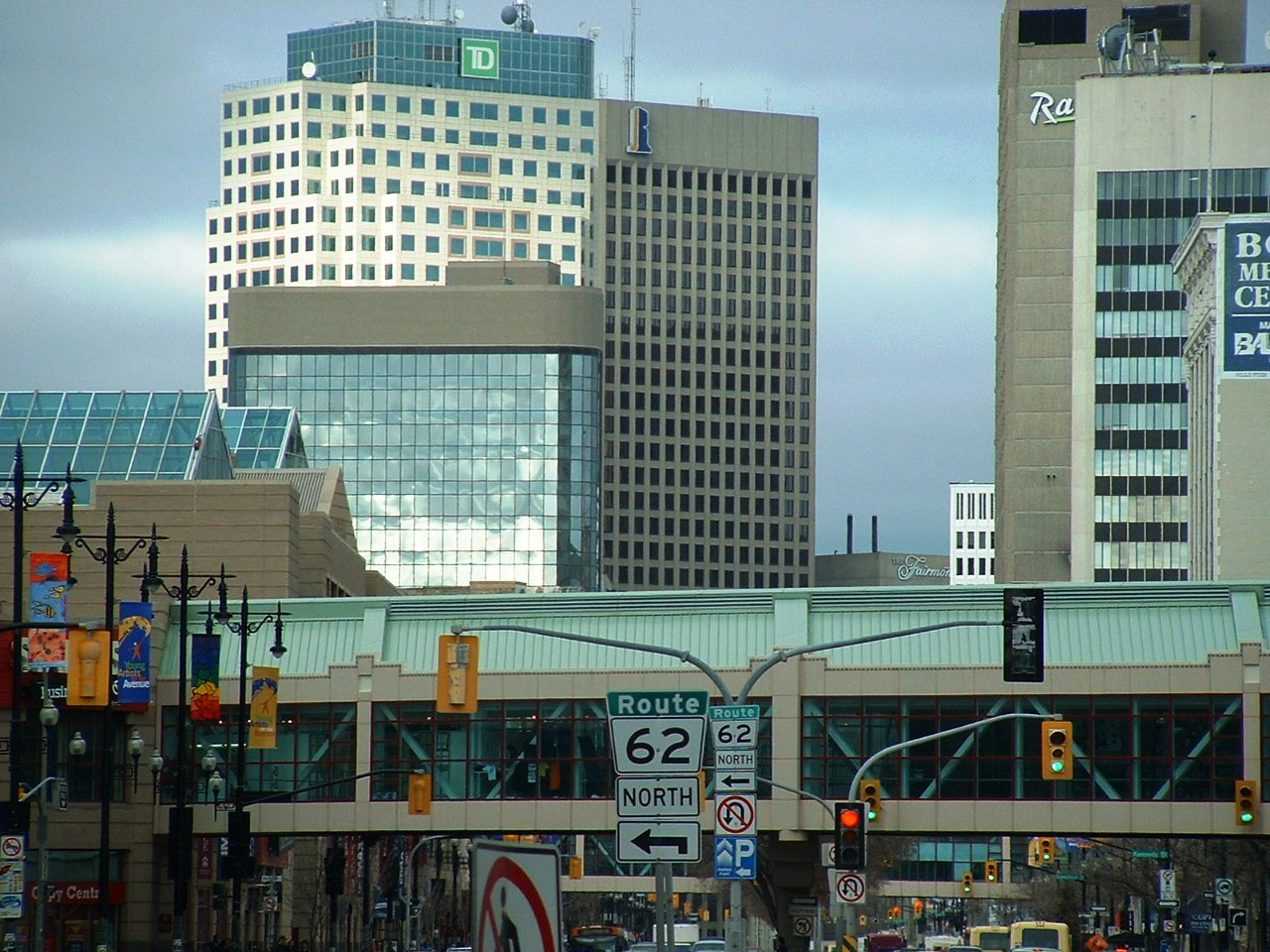

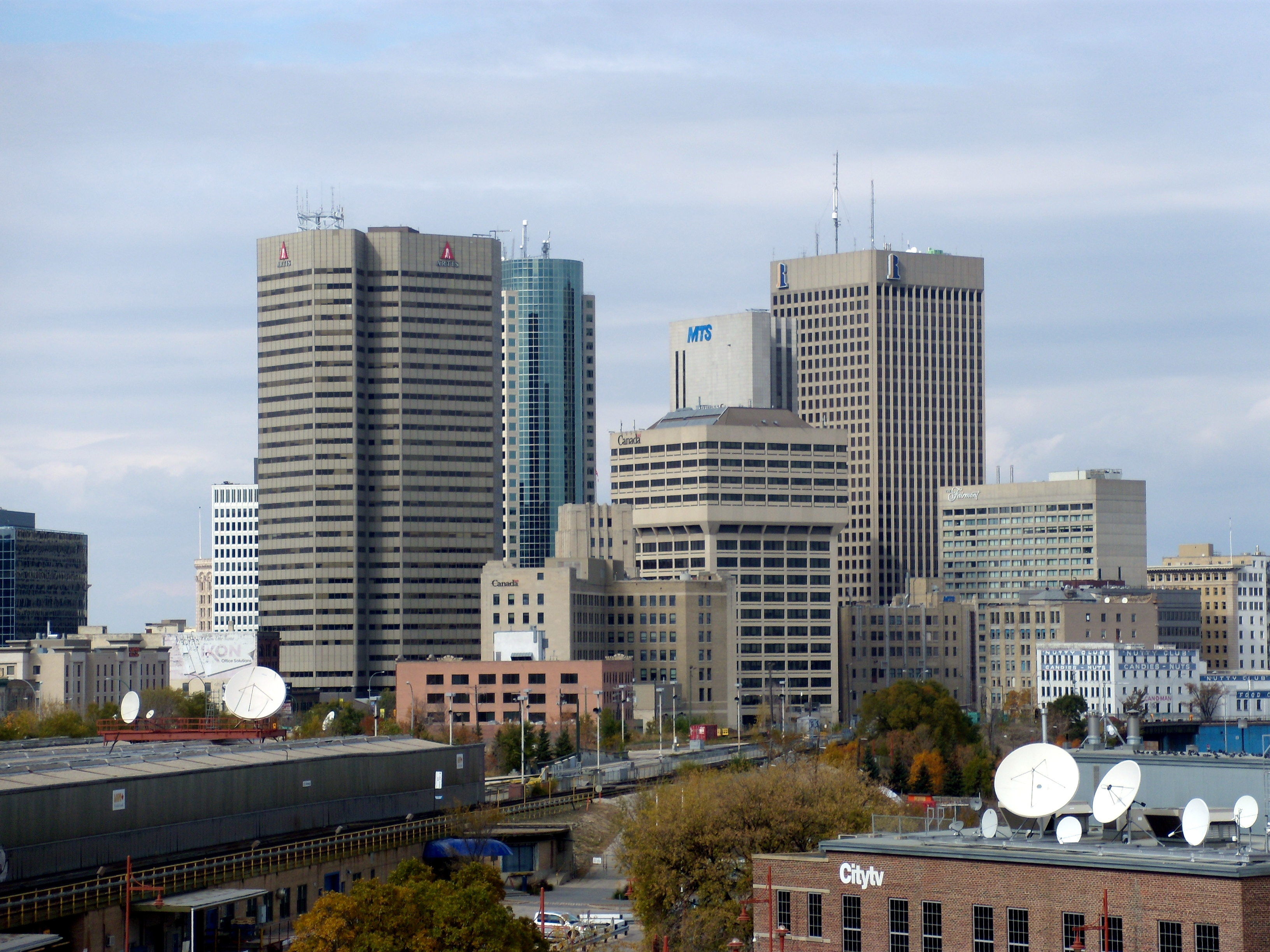
Gebäude in der Innenstadt The Forks, Winnipeg

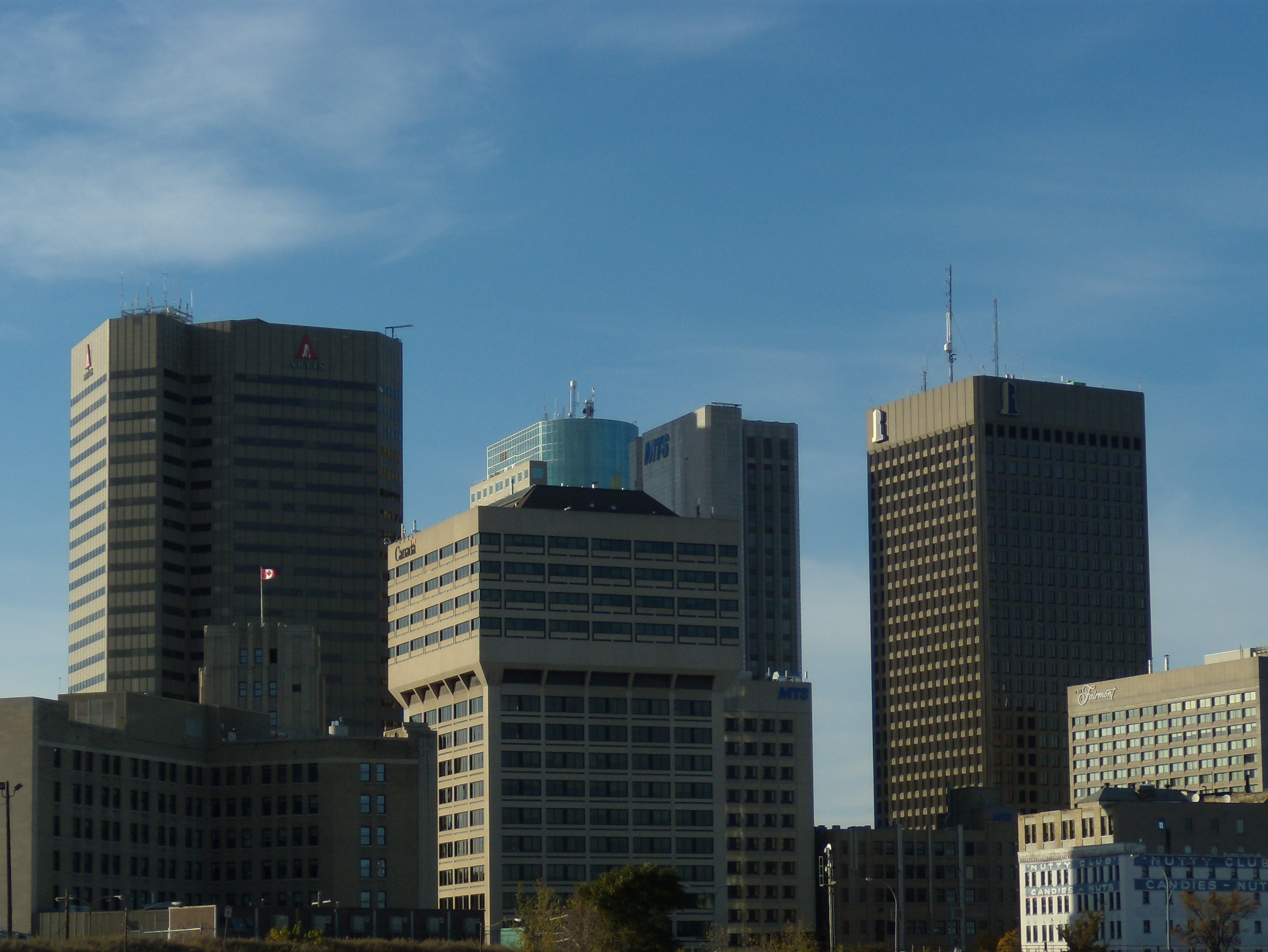

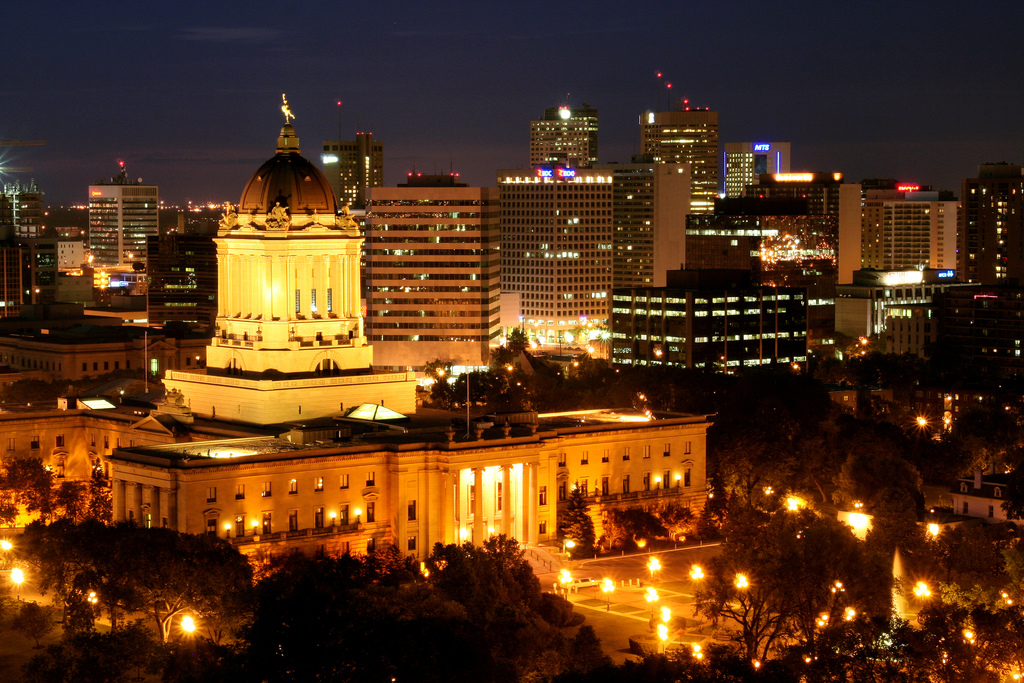
Manitoba Lesgislature

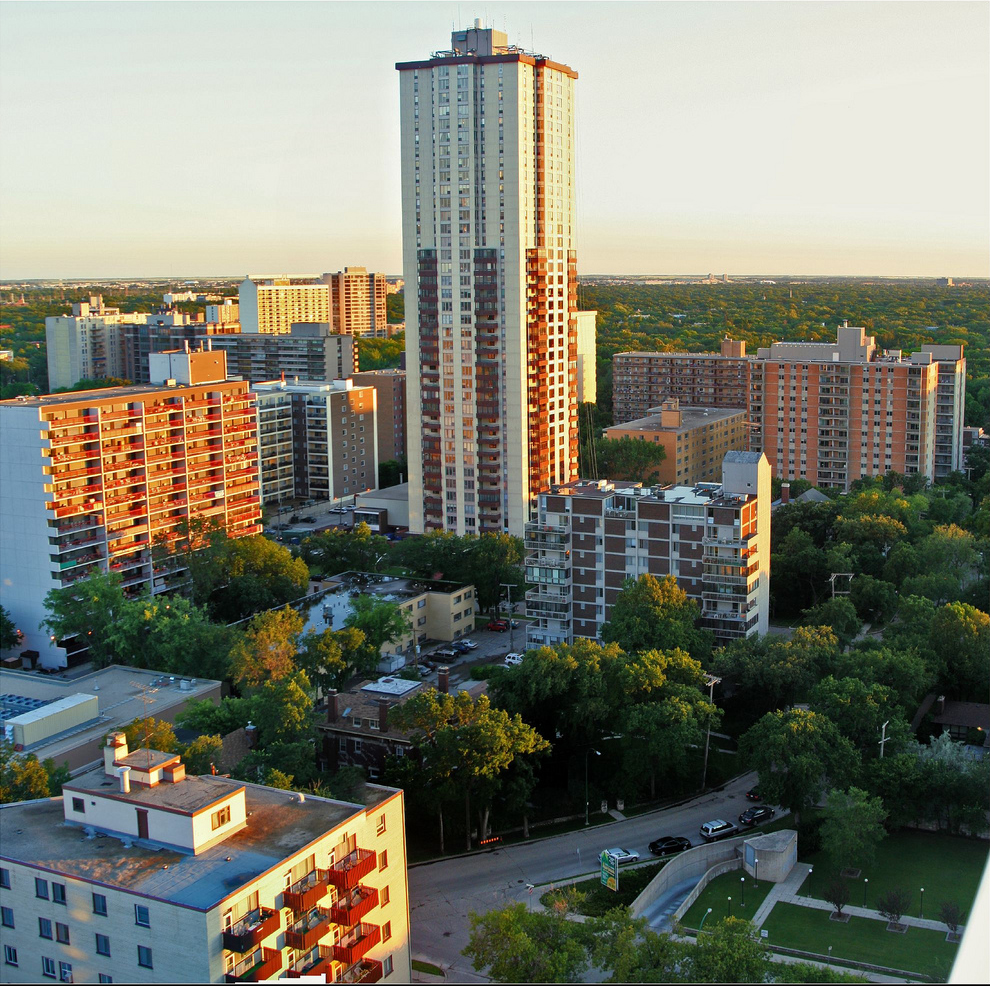
55 Nassau in Osborne Village

Diese Liste der Hochhäuser in Winnipeg nennt Gebäude ab 70 Metern Höhe.
Winnipeg ist die Hauptstadt der kanadischen Provinz Manitoba mit über 660.000 Einwohnern. Das erste hohe Gebäude, welches in der Stadt errichtet wurde, war der Union Bank Tower im Jahre 1904. Daraufhin folgten das National Bank Building im Jahre 1911 und das Hotelgebäude Hotel Fort Garry im Jahre 1913. Ende der 1960er Jahre wurden höhere Gebäude errichtet. Das erste fertiggestellte Gebäude mit einer Höhe von über 100 Metern war das Richardson Building. Daraufhin folgten die Holiday Towers und der Grain Exchange Tower. Heute ist das 201 Portage, auch bekannt als CanWest Global Place, das höchste Bürogebäude in der Stadt.

## Liste der Gebäude ab 70 Metern Höhe
H. = Höhe in Metern, E. = Etagen, BJ = Baujahr (Jahr der Fertigstellung)
| Rang | Gebäude                          | H.    | E. | Nutzung           | BJ   | Bild |
| ---- | -------------------------------- | ----- | -- | ----------------- | ---- | ---- |
| 1    | 201 Portage                      | 128   | 33 | Büro              | 1990 |      |
| 2    | Richardson Building              | 124,1 | 34 | Büro              | 1969 |      |
| 3    | 360 Main                         | 117   | 31 | Büro              | 1979 |      |
| 4    | Manitoba Hydro Place             | 112,5 | 22 | Büro              | 2009 |      |
| 5    | 55 Nassau                        | 109   | 38 | Wohnungen         | 1970 |      |
| 6    | Canadian Museum for Human Rights | 100   | 12 | Museum            | 2014 |      |
| 7    | Le Chateau York                  | 097   | 24 |                   | 1979 |      |
| 8    | MTS Place Main                   | 096   | 24 | Büro              | 1984 |      |
| 9    | Fort Garry Place III             | 094   | 31 | Wohnungen         | 1990 |      |
| 10   | One Evergreen Place              | 089   | 29 | Wohnungen         | 1979 |      |
| 11   | Eleven Evergreen Place           | 085   | 26 | Wohnungen         | 1984 |      |
| 12   | One Canada Centre                | 083   | 18 | Büro              | 1987 |      |
| 13   | Radisson Winnipeg                | 082,9 | 29 | Hotel             | 1969 |      |
| 14   | Seven Evergreen Place            | 082   | 26 | Büro, Wohnungen   | 1982 |      |
| 15   | Manitoba Legislative Building    | 078,6 |    | Regierungsgebäude | 1920 |      |
| 16   | Holiday Towers South             | 077   | 27 | Wohnungen         | 1973 |      |
| 17   | Chateau 100                      | 076   | 26 | Wohnungen         | 1970 |      |
| 18   | Fort Garry Place I               | 076   | 21 | Wohnungen         | 1990 |      |
| 19   | Fort Garry Place II              | 075   | 21 | Wohnungen         | 1990 |      |
| 20   | Canadian Grain Commission        | 074   | 19 | Büro              | 1972 |      |
| 21   | 444 St. Mary                     | 073   | 16 | Büro              | 1977 |      |

## Geplante oder im Bau befindliche Gebäude
H. = Höhe in Metern, E. = Etagen
| Gebäude                  | H.  | E. | Anmerkungen / gepl. Fertigstellung |
| ------------------------ | --- | -- | ---------------------------------- |
| Heritage Landing         | 86  | 25 | in Bau / 2014                      |
| Glasshouse               |     | 22 | in Bau / 2015                      |
| ALT Hotel                | 80  | 20 | in Bau / 2014                      |
| Sky City Centre Winnipeg | 170 |    | Angekündigt                        |